# 双鹤乡
双鹤乡，是中华人民共和国山西省临汾市乡宁县下辖的一个乡镇级行政单位。

## 行政区划
双鹤乡下辖以下地区：
崖下村、鹤坡村、石邱村、下章冠村、金山村、玉家沟村、高家坡村、辛庄村、蝉峪河村、朝阳村、淹子村、崖底村、张元村、红凹村、章冠村、双凤淹村、青峰崖村、铁里村、岭玉村、孝义村、西村、王府村和南崖村。